# Karin Keller-Sutter
Karin Keller-Sutter (Uzwil, 22 dicembre 1963) è una politica svizzera, dal 1º gennaio 2025 Presidente della Confederazione svizzera.
Membro del Consiglio federale svizzero al quale è stata eletta dall'assemblea federale il 5 dicembre 2018, dal gennaio 2023 è stata a capo del Dipartimento federale delle finanze e dal gennaio 2019 fino a fine 2022 ha diretto il Dipartimento federale di giustizia e polizia.

## Biografia
Originaria del Canton San Gallo, Karin Keller-Sutter ha vissuto la sua infanzia con tre fratelli a Wil in un ambiente rurale cattolico prima di trasferirsi a Neuchâtel. Successivamente si è formata come traduttrice e interprete di conferenza presso la Scuola per interpreti di Zurigo (DOZ, l'odierna ZHAW). Dopo aver conseguito il diploma, ha lavorato come interprete di conferenza indipendente. Ha inoltre completato un periodo di studio di un anno a Londra, ha studiato scienze politiche per un semestre all'Università di Montreal, ha completato un corso post-laurea in educazione presso l'Università di Friburgo e ha lavorato come insegnante di scuola secondaria professionale.
Prima della sua elezione in Consiglio federale, Keller-Sutter è stata tra l'altro presidente del consiglio d'amministrazione della Pensimo Fondsleitung AG, presidente della Pensimo Investment Foundation, vicepresidente della Fondazione San Gallo per gli studi internazionali e membro del consiglio d'amministrazione del gruppo assicurativo Baloise e dell'ASGA Pensionkasse San Gallo, nonché presidente della Federazione svizzera del commercio al dettaglio e membro del consiglio direttivo dell'Associazione svizzera dei datori di lavoro. Dal 2012 al 2016 è stata anche membro del consiglio di amministrazione del gruppo media NZZ. Dopo la sua elezione al Consiglio federale ha rassegnato le dimissioni da tutti gli altri incarichi.

## Carriera politica
Ha cominciato la sua carriera politica nel 1992 come consigliera comunale di Wil, carica che ha mantenuto fino al 2000, presiedendo anche il consiglio comunale dal 1997. Nel 1996 è stata eletta al parlamento cantonale del Canton San Gallo, in cui è rimasta fino al 2000. Dal 1997 al 2000 è stata inoltre presidente cantonale del Partito Liberale Radicale.
Nel 2011 viene eletta alla prima candidatura al Consiglio degli Stati, la camera alta del Parlamento federale svizzero. Dal 27 novembre 2017 al 26 novembre 2018 è presidente del Consiglio degli Stati. Dopo una prima candidatura al Consiglio federale nell'agosto 2010 per succedere ad Hans-Rudolf Merz, persa contro il compagno di partito Johann Schneider-Ammann, il 5 dicembre 2018 dopo il ritiro di quest'ultimo viene eletta consigliera dall'Assemblea federale con 154 voti, divenendo la seconda donna a rappresentare il PLR.I Liberali Radicali al Consiglio federale dopo Elisabeth Kopp.
Il 12 marzo 2020 viene eletta al Consiglio di Stato del Canton San Gallo, dirigendo il dipartimento cantonale di sicurezza e giustizia.
Nell’aprile 2023 la consigliera federale Karin Keller-Sutter ha difeso l’acquisizione del Credit Suisse da parte di UBS, avvenuta nel marzo 2023, e i fondi federali utilizzati a tale scopo per un valore di quasi 260 miliardi di franchi. In un’intervista al Financial Times ha spiegato che questa acquisizione “ha garantito la sicurezza finanziaria della piazza finanziaria svizzera e dell’economia svizzera e ha impedito una crisi finanziaria internazionale”. Si è rammaricata del default delle obbligazioni AT1, che però fin dall'inizio sono state offerte agli acquirenti come “titoli rischiosi” con un rendimento di oltre il 9%.

## Vita privata
Keller-Sutter è sposata con il medico legale Morten Keller.

## Premi
- 2011 - SwissAward nella categoria Politica